# تشستر (نوفا سكوشا)
تشستر (بالإنجليزية: Chester, Nova Scotia)‏ هي بلدة تقع في كندا في Chester Municipal District, Nova Scotia. يقدر عدد سكانها بـ 2,348 نسمة وترتفع عن سطح البحر 17 متر.

## أعلام
- ماريون ميلر
- دونالد أولدينغ هيب